# Operação Orator
A Operação Orator era o nome de código para a defesa do comboio aliado no Ártico PQ 18 por unidades da força aérea britânica e australiana, baseadas temporariamente no noroeste da Rússia, contra o ataque do encouraçado alemão Tirpitz e outras embarcações da Kriegsmarine. A ala, conhecida como Força de Busca e Ataque, era comandada pelo Capitão de Grupo Frank Hopps e seu elemento de ataque marítimo era a Ala Leuchars, composta pelo Esquadrão Nº 144, Força Aérea Real (RAF) e Esquadrão Nº 455, Força Aérea Real Australiana (RAAF) equipado com torpedeiros Handley-Page Hampden TB 1.
As tripulações de Hampden fizeram um longo e perigoso voo a partir de bases na Escócia (4 a 5 de setembro) e se reuniram no campo de aviação de Vaenga, na Enseada de Kola, 40km ao norte de Murmansk. Os dois esquadrões perderam nove aeronaves abatidas ou que caíram em trânsito, mas o restante se juntou a um destacamento de 210 hidroaviões do Esquadrão Catalina e uma seção de Spitfires de reconhecimento fotográfico da 1ª Unidade de Reconhecimento Fotográfico para formar a Força de Busca e Ataque (S&SF).
Às 7:30 da manhã do dia 14 de setembro, 23 Hampdens foram atracados, depois que Tirpitz foi relatado como ausente de suas amarras. Os Hampdens voaram até a distância máxima que Tirpitz poderia ter alcançado e então se viraram para seguir a trilha de volta para Altafjord, até as patrulhas da travessia de Catalina. Após um voo sem intercorrências, os Hampdens retornaram às 3:00 p.m. após o que acabou sendo um alarme falso; o Tirpitz havia se mudado para um fiorde próximo. Os S&SF Hampdens permaneceram em prontidão e os Spitfires vigiaram Tirpitz até outubro. A Operação Orator impediu os alemães de arriscarem seus navios capitais contra a PQ 18 e, depois de converter as Forças Aéreas Soviéticas (VVS) para as aeronaves Hampden e Spitfire, que seriam deixadas para trás, a tripulação e o pessoal de terra retornaram à Grã-Bretanha.

## Antecedentes

### Comboios do Ártico
Em outubro de 1941, após a Operação Barbarossa, a invasão alemã da URSS, que começou em 22 de junho, o primeiro-ministro, Winston Churchill, assumiu o compromisso de enviar um comboio aos portos árticos da URSS a cada dez dias e entregar 1,200 tanks por mês, de julho de 1942 a janeiro de 1943, seguidos por 2,000 tanks e outras 3,600 aircraft. O primeiro comboio deveria chegar a Murmansk por volta de 12 de outubro e o próximo comboio deveria partir da Islândia em 22 de outubro. Um conjunto de navios britânicos, aliados e neutros carregados com suprimentos militares e matérias-primas para o esforço de guerra soviético seria reunido em Hvalfjörður, Islândia, um ancoradouro conveniente para navios de ambos os lados do Atlântico. 
No final de 1941, o sistema de comboio usado no Atlântico foi estabelecido na rota do Ártico; um comodoro de comboio garantiu que os capitães e oficiais de sinalização dos navios comparecessem a uma reunião para tomar providências para o gerenciamento do comboio, que navegava em uma formação de longas fileiras de colunas curtas. O comodoro geralmente era um oficial naval aposentado, a bordo de um navio identificado por um pingente branco com uma cruz azul. O comodoro foi auxiliado por um grupo de quatro homens de sinalização naval, que usavam lâmpadas, sinalizadores de semáforo e telescópios para transmitir sinais, codificados a partir de livros carregados em uma bolsa com peso, para serem jogados ao mar em caso de emergência. Em grandes comboios, o comodoro era auxiliado por vice-comodoros e comodoros de retaguarda que dirigiam a velocidade, o curso e o zigue-zague dos navios mercantes em cooperação com o comandante da escolta.  [b]

#### Hiato do comboio
Após o comboio PQ 16 e o desastre do PQ 17 em julho de 1942, os comboios do Ártico foram suspensos por nove semanas e grande parte da Frota Doméstica foi destacada para o Mediterrâneo. Durante a calmaria, o almirante sir John Tovey concluiu que a Frota Doméstica não havia oferecido grande proteção aos comboios que passavam da Ilha Bear, a meio caminho entre Svalbard e o Cabo Norte da Noruega. Tovey planejou supervisionar a operação de Scapa Flow, onde a frota estava conectada ao Almirantado por linha fixa e imune a variações na recepção sem fio. O próximo comboio seria acompanhado pelos contratorpedeiros de longo alcance da Frota Doméstica. Junto com a força de escolta próxima de navios antissubmarinos e antiaéreos, os contratorpedeiros da frota poderiam enfrentar uma surtida de navios alemães com a ameaça de um ataque de torpedos em massa. Em vez de encontrar comboios do QP com destino a casa perto da Bear Island, o QP 14 deveria permanecer no porto até que o PQ 18 estivesse próximo de seu destino, apesar da jornada mais longa exigir mais das equipes de escolta, combustível e equipamentos. O novo porta-aviões de escolta HMS Avenger (Comandante A.P. Colthurst) havia chegado dos Estados Unidos e foi adicionado à força de escolta. 

### Inteligência de sinais

#### Bletchley Park

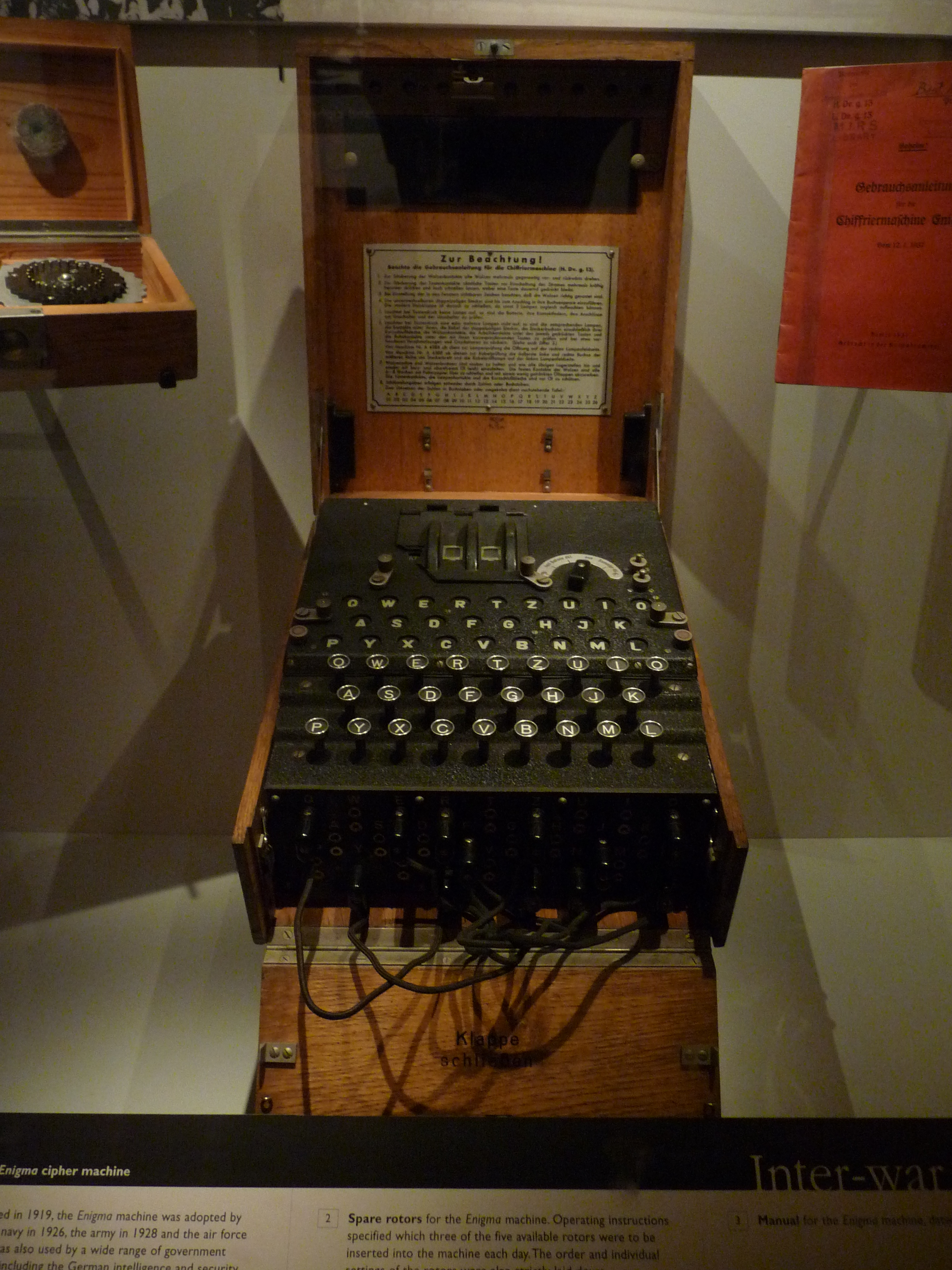
Fotografia de uma máquina de codificação alemã Enigma

A Escola Britânica de Códigos e Cifras (GC&CS), sediada em Bletchley Park, abrigava uma pequena indústria de decifradores de códigos e analistas de tráfego. Em junho de 1941, a máquina alemã Enigma Home Waters (Heimish) configurações usadas por navios de superfície e U-boats podiam ser lidas rapidamente. Em 1 de fevereiro de 1942, as máquinas Enigma usadas nos U-boats no Atlântico e no Mediterrâneo foram alteradas, mas os navios alemães e os U-boats nas águas do Ártico continuaram com o antigo Heimish (Hydra de 1942, Dolphin para os britânicos). Em meados de 1941, as estações Y britânicas conseguiam receber e ler transmissões W/T da Luftwaffe e dar avisos antecipados sobre as operações da Luftwaffe.  
Em 1941, o pessoal naval do Headache, com receptores para espionar as transmissões sem fio da Luftwaffe, foi embarcado em navios de guerra e, a partir de maio de 1942, os navios ganharam equipes de computadores Y da RAF, que navegavam com almirantes de cruzadores no comando de escoltas de comboios, para interpretar os sinais W/T da Luftwaffe interceptados pelos Headaches. O Almirantado enviou detalhes das frequências sem fio da Luftwaffe, indicativos de chamada e códigos locais diários para os computadores, que, combinados com seu conhecimento dos procedimentos da Luftwaffe, puderam obter detalhes bastante precisos das missões de reconhecimento alemãs. Às vezes, os computadores previam ataques vinte minutos antes de serem detectados pelo radar.  

#### B-Dienst
O rival alemão Beobachtungsdienst (B-Dienst, Serviço de Observação) da Kriegsmarine Marinenachrichtendienst (MND, Serviço de Inteligência Naval) havia quebrado vários códigos e cifras do Almirantado em 1939, que foram usados para ajudar os navios da Kriegsmarine a iludir as forças britânicas e fornecer oportunidades para ataques surpresa. De junho a agosto de 1940, seis submarinos britânicos foram afundados no Skaggerak usando informações coletadas de sinais sem fio britânicos. Em 1941, o B-Dienst leu sinais do Comandante em Chefe das Abordagens Ocidentais informando os comboios sobre as áreas patrulhadas por U-boats, permitindo que os submarinos se movam para zonas "seguras".  O B-Dienst havia quebrado a Cifra Naval nº 3 em fevereiro de 1942 e em março estava registrando até 80 por cento do tráfego, o que continuou até 15 de dezembro de 1943. Por coincidência, os britânicos perderam o acesso à cifra Shark e não tinham informações para enviar na Cifra nº 3 que pudessem comprometer o Ultra.  No início de Setembro, a Rádio Inteligência Finlandesa decifrou uma transmissão da Força Aérea Soviética que divulgava o itinerário do comboio e encaminhou-o aos alemães. 

#### Operações aliadas no Ártico

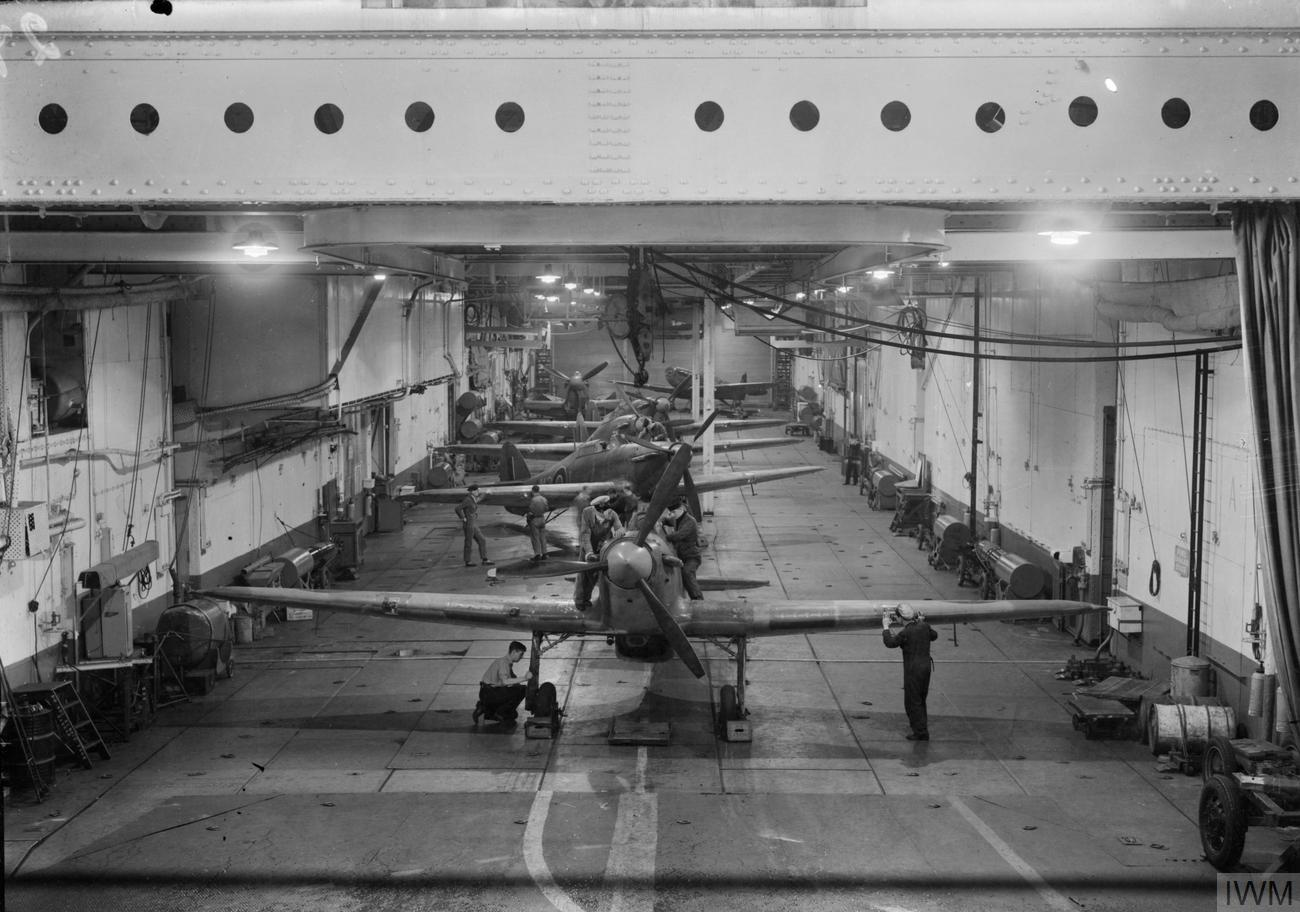
Cinco Sea Hurricanes no hangar do (1942–1944)

À medida que os comboios do Ártico passavam pelo Cabo Norte da Noruega em direção ao Mar de Barents, eles ficavam facilmente dentro do alcance de aeronaves, submarinos e navios alemães baseados na Noruega e na Finlândia. Os navios ainda estavam vulneráveis durante o descarregamento em Murmansk, Arkhangelsk e Polyarny e os caças Hawker Hurricane entregues pelo primeiro comboio do Ártico, destinavam-se à defesa aérea contra a Luftwaffe. Na Operação Dervish (21 a 31 de agosto de 1941), seis cargueiros antigos partiram da Islândia para Archangelsk transportando madeira, borracha, lata e quinze caças Hawker Hurricane engradados. Na Operação Força, o porta-aviões HMS Argus transportou 24 Hurricanes simultaneamente com o comboio, escoltados por três cruzadores com o grupo terrestre da RAF. Quando Argus estava ao alcance de Vayenga, os Hurricanes foram levados embora e todos chegaram ao seu destino. 
A Ala Nº 151 da RAF (Comandante de Ala Neville Ramsbottom-Isherwood) voou na defesa de Murmansk por cinco semanas e conquistou 16 vitórias, quatro prováveis e sete aeronaves danificadas. As neves do inverno começaram em 22 de setembro e a conversão da Força Aérea Soviética (VVS, Voyenno-Vozdushnye Sily) pilotos e equipes de solo para o Hurricane Mk IID começaram em meados de outubro e no final de novembro o grupo da RAF retornou à Grã-Bretanha, menos vários funcionários de sinalização.  A Operação Aliada Gauntlet (25 de agosto – 3 de setembro de 1941), Fritham (30 de abril de 1942 – 2 de julho de 1943) ocorreu no arquipélago de Svalbard, na ilha principal de Spitsbergen, a meio caminho entre o norte da Noruega e o Polo Norte, para eliminar as estações meteorológicas alemãs e interromper suas exportações de carvão para a Noruega.  Na Operação Gearbox II (2 a 21 de setembro de 1942), dois cruzadores e um contratorpedeiro capturaram 200 long tons (203 t) de suprimentos e equipamentos para Spitsbergen.  Em 3 de setembro, a Força P, os petroleiros RFA Blue Ranger, RFA Oligarch e quatro escoltas de contratorpedeiros navegaram para Van Mijenfjorden em Spitsbergen e de 9 a 13 de setembro reabasteceram contratorpedeiros destacados do PQ 18. 

### Planos alemães

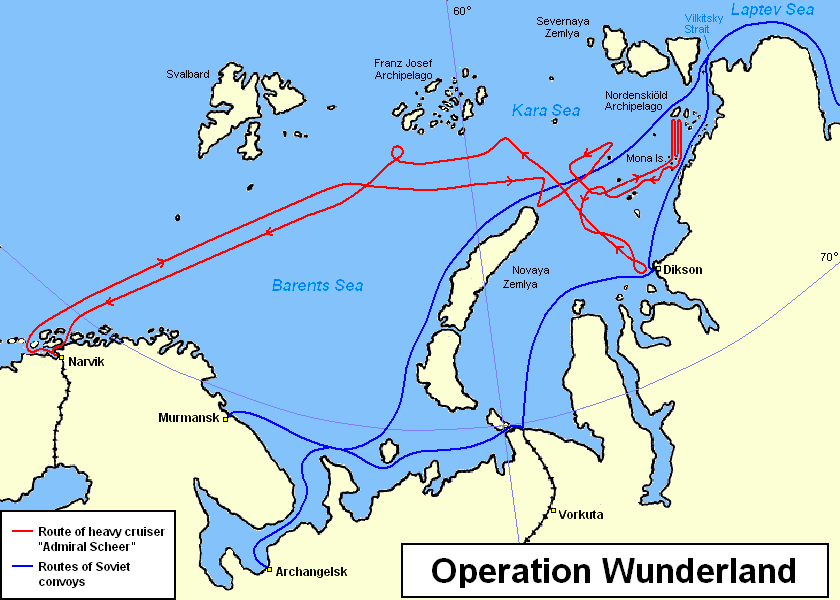
Route do Unternehmen Wunderland

Autoridade na Kriegsmarine foi derivado do Seekriegsleitung (Comando Naval Supremo) em Berlim e as operações no Ártico foram comandadas pelo Almirante Boehm, o Almirante Comandante da Noruega, do Marinegruppenkommando Nord (Grupo Naval Norte) Quartel-general em Kiel. Três oficiais de primeira linha foram destacados para Oslo no comando de varredura de minas, defesa costeira, patrulhas e lançamento de minas nas costas oeste, norte e polar. Os grandes navios de superfície e submarinos estavam sob o comando do Oficial de Bandeira Northern Waters em Narvik, que não respondia a Boehm, mas tinha autoridade sobre o Grupo de Batalha de Oficiais de Bandeira, que comandava os navios quando estavam no mar. O oficial de bandeira Northern Waters também tinha controle tático de aeronaves da Luftflotte 5 (Generaloberst Hans-Jürgen Stumpff) quando operavam em apoio à Kriegsmarine. A aeronave baseada na Noruega tinha quartéis-generais táticos em Kirkenes, Trondheim e Bardufoss. Os quartéis-generais da Luftwaffe eram separados dos comandantes da Kriegsmarine, exceto em Kirkenes, com o Oficial de Bandeira da Costa Polar. 
Em 24 de junho, um caça-minas britânico baseado em Kola foi afundado por bombardeiros de mergulho Ju 87 Stuka e em 16 de agosto, Admiral Scheer conduziu a Operação Wunderland (Unternehmen Wunderland), uma surtida contra navios russos que se pensava estarem navegando ao longo da rota ao norte da Sibéria.   O Admiral Scheer navegou para o norte de Novaya Zemlya e depois para o leste e afundou um quebra-gelo soviético; em 30 de agosto, o Admiral Scheer estava de volta a Narvik. B-Dienst detectou sinais de interceptação e documentos recuperados do Hampden UB-C acidentado, revelaram os pontos de cruzamento e troca de escolta dos comboios PQ 18 e QP 14 e outros detalhes, incluindo a Operação Orator.   U-boats, contratorpedeiros e o lançador de minas Ulm navegaram na Operação Zar (Unternehmen Zar) para semear minas na entrada do Mar Branco e ao largo de Novaya Zemlya.  Em 25 de agosto, o Ultra revelou o itinerário de Ulm e três dos contratorpedeiros com USS Tuscaloosa ao sul de Bear Island, foi enviado para interceptar o navio; Ulm foi afundado naquela noite e sessenta sobreviventes foram feitos prisioneiros. Os alemães tiveram que pressionar Admiral Hipper a servir como lançador de minas.  Tirpitz, o cruzador Lützow e três contratorpedeiros estavam atracados para reparos desde a Unternehmen Rosselsprung contra o Comboio PQ 17 (2 a 5 de julho) e não estavam disponíveis. Doze U-boats formaram um grupo de patrulha no Mar da Noruega contra o PQ 18 e a Kriegsmarine planejou a Unternehmen Doppelschlag (Operação Double Hit) na qual os cruzadores Admiral Scheer, Admiral Hipper e Köln com quatro escoltas de contratorpedeiros, navegariam contra o comboio. 

#### Goldene Zange
A Luftwaffe aproveitou a calmaria após o PQ 17 para reunir uma força de 35 bombardeiros de mergulho Junkers Ju 88 A-4 do Kampfgeschwader 30 (KG 30) e 42 torpedeiros do Kampfgeschwader 26 (KG 26) (I/KG 26 com 28 Heinkel He 111 H-6s e III/KG 26 com 14 Ju 88 A-4s) para se juntar à aeronave de reconhecimento da Luftflotte 5.   Após analisar os resultados das operações anti-navegação contra o PQ 17, nas quais as tripulações da Luftflotte 5 fizeram alegações exageradas de navios afundados, incluindo um cruzador, as unidades anti-navio criaram o Goldene Zange (Pente Dourado). Os bombardeiros Ju 88 deveriam desviar os defensores com ataques de bombardeio médio e de mergulho enquanto os bombardeiros-torpedeiros se aproximavam no crepúsculo. Os bombardeiros torpedeiros deveriam voar em direção ao comboio em linha reta, na altura do topo das ondas para escapar do radar, enquanto o comboio se destacava contra o céu mais claro, e então lançar seus torpedos em uma salva.  Quando B-Dienst descobriu que um porta-aviões acompanharia o próximo comboio, Reichsmarschall Hermann Göring deu ordens para que fosse afundado primeiro; A tripulação da Luftwaffe foi informada de que a destruição do comboio era a melhor maneira de ajudar o exército alemão em Stalingrado e no sul da Rússia. 

## Operação Orator

### Plano

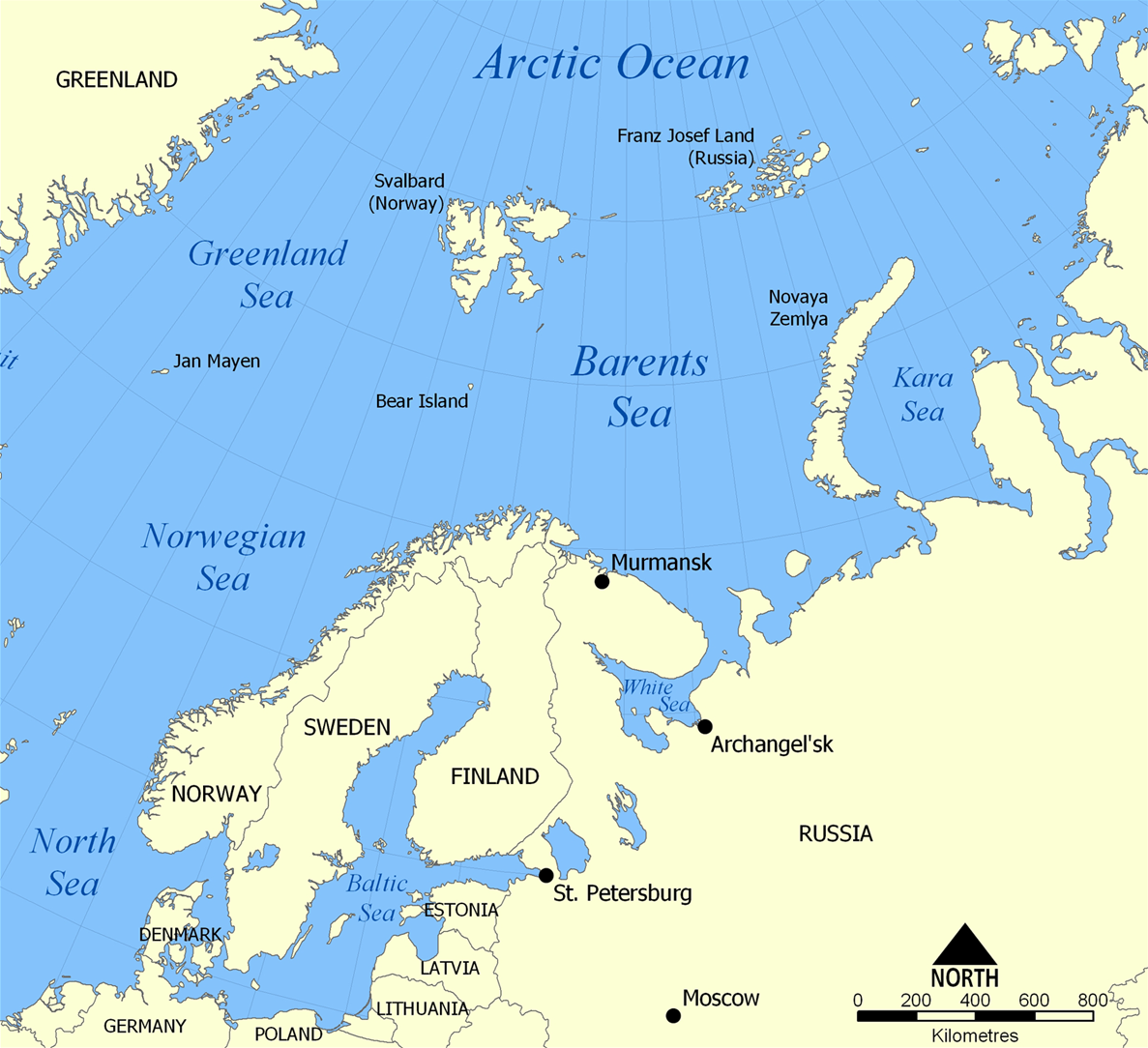
Mapa do Mar de Barents

Uma Força de Busca e Ataque (S&SF), comandada pelo Capitão de Grupo Frank Hopps, voaria para o norte da Rússia e operaria sobre o Mar de Barents. O elemento de ataque marítimo era composto por 16 bombardeiros-torpedeiros Handley Page Hampden, cada um do 144º Esquadrão da Força Aérea Real (RAF) e do 455º Esquadrão da Força Aérea Real Australiana (RAAF). O elemento de busca era composto por nove Catalinas destacados do 210º Esquadrão da RAF da RAF Sullom Voe, em Shetland, para operar no Lago Lakhta, perto de Arkhangelsk, para vigiar as águas ao norte de Altafjord e uma seção de três RAF 1 Unidade de Reconhecimento Fotográfico (1 PRU) Extra-Super-Long-Range Spitfire PR Mk IV(D) voados da RAF Sumburgh em Shetland, para operar em Afrikanda para vigiar Tirpitz.  [c] Os Spitfires e Catalinas deveriam vigiar os maiores navios da Kriegsmarine em águas norueguesas, incluindo o encouraçado Tirpitz, para atacá-los na primeira oportunidade.. 

### Implantação da Força de Busca e Ataque
Em 13 de agosto, Hopps, a RAF e a equipe de terra da RAAF e uma unidade médica partiram para a Rússia no cruzador Tuscaloosa, junto com três contratorpedeiros (dois americanos e um britânico).  [d] Hopps deveria estabelecer um QG em Polyarny, na enseada de Kola, 60 km (37 mi) ao norte-nordeste de Murmansk.  Os três Spitfires da PRU para a Força de Busca e Ataque partiram de Sumburgh, Shetland, em 1º de setembro, em uma jornada de mais de 1,950 km (1,210 mi) sobre o Mar do Norte, ocupou a Noruega, a Suécia (em violação da neutralidade sueca), o Golfo de Bótnia e a Finlândia (na época uma potência do Eixo) até Afrikanda, no norte da Rússia, e chegou em segurança após uma4+1⁄2Voo de  horas.  O 210º Esquadrão Catalina teve que permanecer em operações até o último minuto e seu equipamento e equipes de terra também tiveram que viajar por via aérea, mas a distância estava facilmente dentro do alcance de Catalina. 
Em 2 de setembro de 1942, quando o PQ 18 partiu de Loch Ewe, os 32 Hampdens da Força de Busca e Ataque voaram de sua base na RAF Leuchars para Sumburgh. O alcance seguro para um Hampden que não transportasse um torpedo ou tanques de sobrecarga era considerado um máximo de 1,040 nmi (1,200 mi; 1,930 km). Não havia tempo para instalar tanques de combustível de longo alcance e cada Hampden deveria transportar um membro da equipe de terra, o restante viajando para Murmansk em Tuscaloosa, com os torpedos Mk XII, munições e outros suprimentos. Se os Hampdens voassem a 125 kn (144 mph; 232 km/h) e não necessitava de mistura rica para manobras, o alcance para tanques secos poderia ser estendido para 1,360 nmi (1,570 mi; 2,520 km), quando a rota segura de Sumburgh para Vayenga era 1,314 nmi (1,512 mi; 2,434 km) .  Em 3 de setembro, uma tentativa de enviar os esquadrões para a Rússia, apesar de um relatório meteorológico desfavorável, com medo de um clima ainda pior, foi recusada por McLaughlin e Lindeman e os esquadrões esperaram por um clima melhor. 

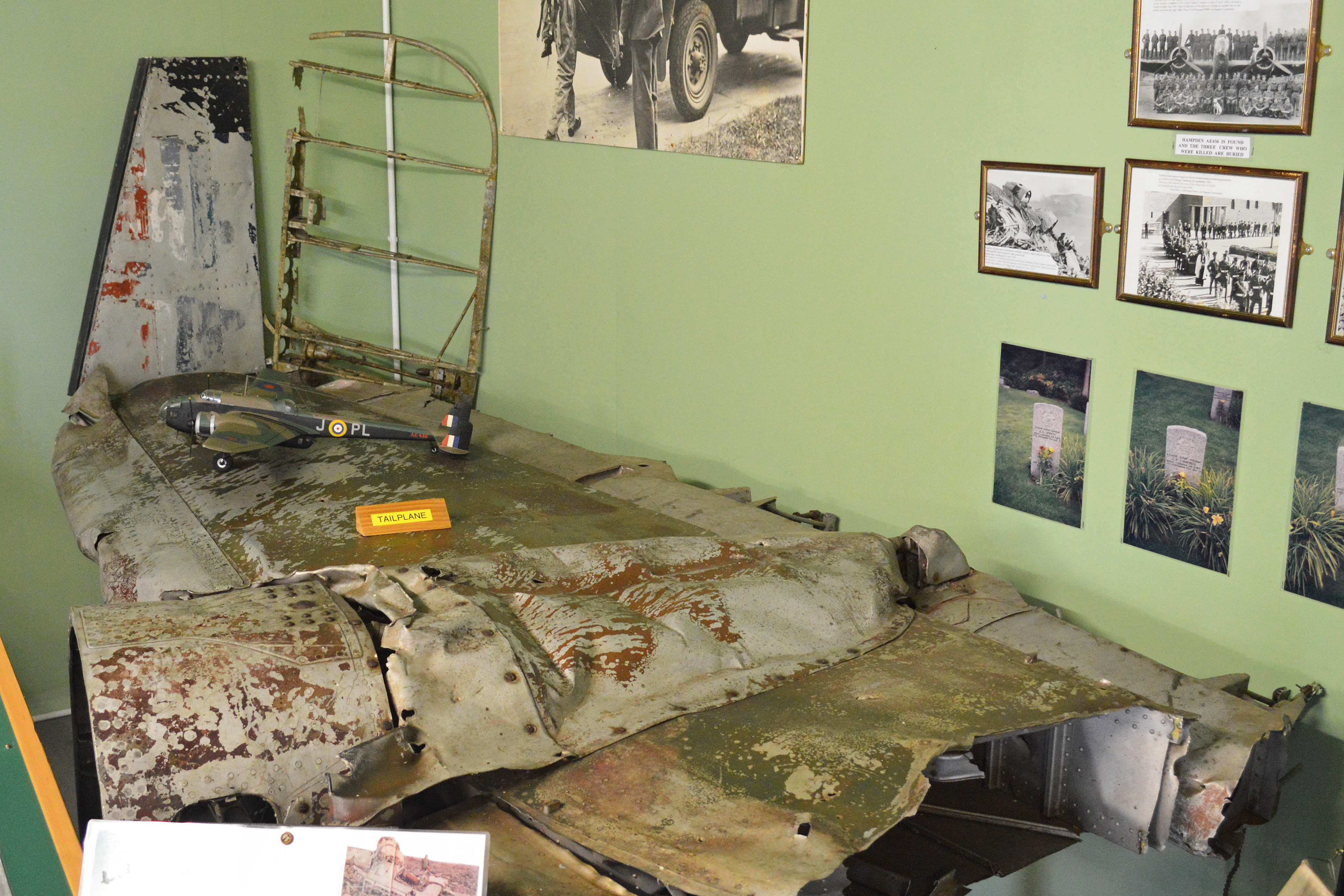
Parte da cauda destruída do Hampden AE436 ("PL-J"), 144 Esquadrão RAF. Ao fundo está um modelo em escala da mesma aeronave; O AE436 caiu na Suécia em 4 de setembro de 1942, a caminho da Rússia.

No final do dia 4 de setembro, os Hampdens da Leuchars Wing decolaram para a Rússia. A rota deles manteria os Hampdens a um mínimo de 60 nmi (69 mi; 110 km) do território ocupado pelos alemães, mas era claramente muito arriscado. Um voo ao longo da costa norueguesa cobriria 1,200 nmi (1,400 mi; 2,200 km), peças facilmente dentro do alcance da Luftwaffe. Uma rota direta sobre as montanhas da Noruega custaria apenas 1,100 nmi (1,300 mi; 2,000 km) de comprimento, mas o combustível consumido na subida alta o suficiente deixaria pouco para superar ventos contrários, problemas no motor, erros de navegação ou atrasos no pouso.  As tripulações de Hampden seguiriam uma rota semelhante à dos Spitfires, voando para o norte até Burrafirth, em Shetland, e voariam em um curso para chegar à Noruega a 66°N, cruzariam as montanhas no escuro, sobrevoariam o norte da Suécia e da Finlândia, antes de pousar na base aérea soviética em Afrikanda, no extremo sul do Oblast de Murmansk. O voo para Afrikanda deveria levar de cinco a oito horas, dependendo do clima e da oposição alemã. Após o reabastecimento, as equipes de Hampden voariam os 190km restantes até Vayenga, seguindo a ferrovia Kandalaksha–Murmansk para o norte. 
Dois Hampdens caíram no norte da Suécia, perto de Arjeplog; acredita-se que ambos os acidentes tenham sido causados por congelamento atmosférico. Quatro membros da RAAF, três da RCAF e um da RAFVR foram mortos e enterrados no Cemitério Kviberg, em Gotemburgo.  Não houve sobreviventes do Hampden P5304 ("UB-H") do 455º Esquadrão, pilotado pelo Sargento Edward Smart, quando caiu em 4/5 de setembro no lago Arvestuottar, após passar sobre o maior lago Arvesjaure ao noroeste. [e] Hampden AE436 ("PL-J", 144º Esquadrão) pilotado pelo Oficial Piloto (P/O) David Evans, caiu no Parque Nacional de Sarek em Tsatsa, um maciço localizado entre os vales de Njåtjosvagge e Tjuoltavagge, cerca de 15 nmi (17 mi; 28 km) ao norte da rota pretendida. Evans e seu supranumerário, o cabo Bernard Sowerby, sobreviveram ao acidente e fizeram uma jornada de três dias até a vila mais próxima. De acordo com o direito internacional, aeronaves de combate que entram em um país neutro durante a guerra normalmente estão sujeitas à apreensão e suas tripulações à internação, e essas leis estão sendo aplicadas. Para evitar a internação, Evans e Sowerby disseram às autoridades suecas que tinham caído na Noruega e atravessado a fronteira a pé; foram repatriados para a Grã-Bretanha em 21 de setembro.   [f]
Quatro Hampdens foram abatidos ou forçados a pousar em território alemão. O AT109 ("UB-C") do 455º Esquadrão, pilotado pelo Tenente-Comandante James Catanach, pousou em uma praia no norte da Noruega após ser danificado por fogo antiaéreo de um submarino alemão, e a tripulação foi feita prisioneira. Hampden AT138 "PL-C" do 144º Esquadrão, foi atacado sobre a Finlândia por um caça da Jagdgeschwader 5 (JG 5); três tripulantes e um passageiro morreram. Sargento J.C.R. (John) Bray (RAAF), o piloto, saltou e se tornou prisioneiro de guerra. AT138 caiu perto de Alakurtti.   [g] P1344 "PL-K", pilotado pelo P/O E.H.E. Perry sofreu com a formação de gelo e foi forçado a tomar uma rota alternativa, de menor altitude. O Hampden sobrevoou a base da Luftwaffe em Petsamo, onde o P1344 foi danificado pelo FlaK; foi então atacado por dois caças Messerschmitt Bf 109 do JG 5. Durante um pouso forçado em uma parte da Península de Kola controlada pelo Eixo, três tripulantes morreram e Perry ficou gravemente ferido; ele e seu passageiro foram feitos prisioneiros.     O P1273 "PL-Q", pilotado pelo Sgt HL (Hank) Bertrand, foi atacado por caças do JG 5 perto de Petsamo; a tripulação e o passageiro saltaram e foram capturados.  [h] Planos para PQ 18 e PQ 14 foram recuperados pelos alemães do "UB-C" e com um sinal decodificado do 95º Regimento de Voo Naval Soviético, forneceram aos alemães o itinerário de ambos os comboios.  
A fraca visibilidade na área de Afrikanda dificultou os pousos e dois pilotos de Hampden, o Sqn Ldr Dennis Foster (144 Sqn) e o Sqn Ldr Jack Davenport (455 Sqn), pousaram em uma pista de lama em Monchegorsk, cerca de 30 mi (48 km) ao norte. Davenport fez isso depois que seu Hampden foi interceptado por pilotos de caça do VVS, que o instruíram a pousar.   Dois Hampdens ficaram sem combustível sobrevoando a Rússia e foram danificados em pousos forçados em Afrikanda ou nas proximidades. Um piloto fez um pouso com as rodas levantadas em solo macio em Khibiniy, vários quilômetros ao norte de Afrikanda, e o outro Hampden foi abatido após bater em tocos de árvores. Mais um Hampden foi perdido no trecho Afrikanda–Murmansk. O AE356, pilotado pelo sargento Walter Hood (144º esquadrão), foi pego em um ataque aéreo alemão sobre o Kola Inlet e foi atacado por engano por pilotos de caça do VVS. Forçados a mergulhar em um lago, a tripulação foi metralhada na água e o artilheiro ventral, Sgt Walter Tabor (RCAF) morreu, devido a ferimentos de bala ou afogamento quando a aeronave afundou. Os sobreviventes desembarcaram e receberam fogo de armas de pequeno porte das tropas soviéticas até serem reconhecidos como aliados (pelos seus gritos de "Angliski"); 23 Hampdens chegaram aos aeródromos soviéticos intactos ou com apenas pequenos danos.  

### Comboio PQ 18

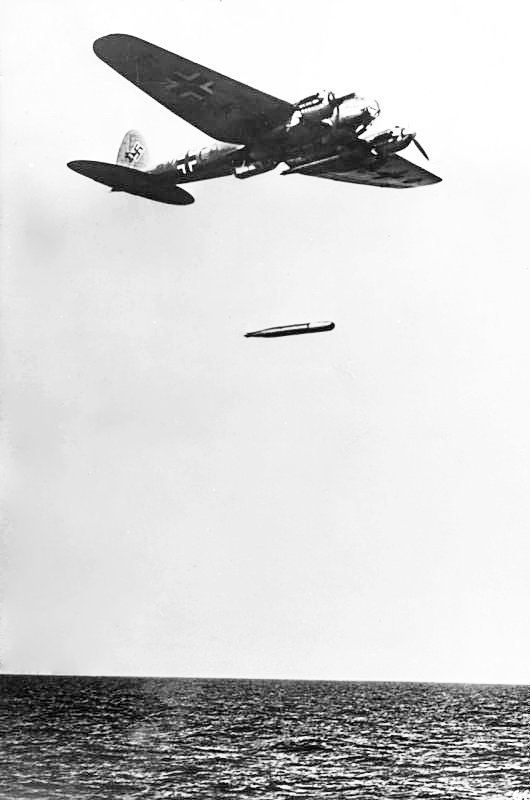
Fotografia de um Heinkel 111 logo após o lançamento de um torpedo

A força de superfície alemã em Narvik foi alertada quando o PQ 18 foi avistado pela primeira vez e em 10 de setembro navegou para o norte até Altafjord, passando pelos submarinos britânicos HMS Tribune e HMS Tigris.  O Tigris fez um ataque de torpedo abortado ao Admiral Scheer e erroneamente o relatou como Tirpitz.  Logo após a meia-noite de 10/11 September, o Almirantado enviou mensagens Enigma ao comandante da escolta britânica informando que o Admiral Hipper chegaria a Altafjord às 3:00 da manhã e à tarde informou que o Tirpitz ainda estava em Narvik. Em 13 de setembro, a Enigma mostrou que os navios em Altafjord chegaram com uma hora de antecedência às 4:50 p.m. o que foi retransmitido ao comandante da escolta do comboio às 11:25 da manhã A Enigma mostrou que o Tirpitz ainda estava em Narvik em 14 de setembro e, em 16 de setembro, uma fonte sueca, a A2, relatou que apenas o Admiral Hipper, o Admiral Scheer e o Koln operariam contra o PQ 18. Doppeslschlag já havia sido cancelado em 13 de setembro; Hitler, relutante em arriscar a perda de qualquer um dos seus navios capitais numa operação ofensiva, recusou-se a autorizar uma surtida. 
Scheer e suas escoltas permaneceram bem ao norte do PQ 18 enquanto o comboio contornava o Cabo Norte. A Operação EV, a operação de escolta dos quarenta cargueiros aliados no comboio, compreendeu um número excepcionalmente grande de navios da Marinha, incluindo o Avenger, o primeiro porta-aviões de escolta a acompanhar um comboio do Ártico. Informações detalhadas sobre as intenções alemãs foram fornecidas por decifradores de códigos aliados, por meio de sinais Ultra decifrados e espionagem na Luftwaffe</link> comunicações sem fio. De 12 a 21 de setembro, o PQ 18 foi atacado por bombardeiros, torpedeiros, submarinos e minas, que afundaram treze navios, custando quarenta e quatro aeronaves e quatro submarinos. Os navios de escolta e as aeronaves do Avenger foram capazes de usar sinais de inteligência do Almirantado para fornecer alertas antecipados de alguns ataques aéreos e tentar desviar o comboio das concentrações de U-boats. O comboio entregou suas escoltas distantes e o Avenger ao comboio QP 14 com destino a casa, perto de Archangelsk, em 16 de setembro, e continuou com a escolta próxima e escoltas locais, enfrentando uma tempestade no estuário do norte de Dvina e os últimos ataques da Luftwaffe, antes de chegar a Archangelsk em 21 de setembro. 

### Operações aéreas da Rússia
Os Catalinas do 210º Esquadrão deveriam fornecer uma escolta próxima ao PQ 18 no início e no fim de sua jornada. As aeronaves baseadas em Shetland e na Islândia transportavam cargas de profundidade em vez de tanques de sobrecarga e, em 23 de setembro, uma aeronave de Shetland afundou U-253, 115 nmi (132 mi; 213 km) ao largo do Cabo Langanaes, Islândia. O destacamento Catalina baseado na Rússia carregava tanques de sobrecarga em vez de cargas de profundidade e só podia ameaçar os U-boats e reportar suas posições aos navios da Marinha Aliada. A principal tarefa dos Catalinas era manter dez patrulhas de cruzamento, AA para KK, 100 nmi (120 mi; 190 km) da costa norueguesa, do oeste de Narvik ao leste do Cabo Norte. Seria impossível que uma surtida dos navios alemães no norte da Noruega passasse sem ser detectada pelo radar Ar-Navio de Superfície (ASV). Enquanto o PQ 18 navegava pela Noruega, as áreas de patrulha se moviam para nordeste; de AA para CC eram voadas pelos Catalinas de Shetland, assim como de DD para EE, mas a aeronave voava para a Rússia. EE era a mais distante de ambas as bases e cinco aeronaves eram necessárias para manter continuamente uma aeronave na área de patrulha; as áreas de FF a KK eram voadas pelo destacamento na Rússia. Os voos de Shetland podiam levar 16 horas antes do primeiro desembarque e as nuvens stratus baixas frequentemente impediam a navegação celestial, tendo a tripulação que confiar na estimativa. 
Os Catalinas destacados para a Rússia estavam baseados no Lago Lakhta, perto de Archangelsk, no Mar Branco; usando Grasnaya, na Enseada de Kola, como base avançada. As comunicações entre eles eram impossíveis; Hopps usou Grasnaya, que ficava 400 nmi (460 mi; 740 km) mais perto das áreas de patrulha e igualmente mais perto da Noruega ocupada. O Lago Lakhta se tornou uma área de descanso e base para escolta próxima do PQ 18, quando ele estava na etapa final da jornada. Os Catalinas com destino à Rússia deixaram Shetland em sequência, completaram os circuitos de sua área de patrulha e seguiram para a Rússia. De cima, a tundra ártica parecia pouco convidativa, mas depois de pousar, as tripulações encontraram a Aviação Naval Soviética (Morskaya Aviatsiya) com base no Lago Lakhta, um cenário idílico, situado em meio a bosques e penhascos. As equipes de terra russas foram consideradas muito eficientes, impressionando os britânicos com sua capacidade de improvisar. O Hampden danificado de Khibiniy foi colocado de volta em serviço e um Catalina danificado por uma aeronave da Luftwaffe foi rebocado para terra oito minutos após o pouso e rapidamente reparado; uma vez iniciado, o trabalho continuou até que as aeronaves estivessem em condições de uso. O voo do Lago Lakhta para Grasnaya levou cerca de cinco horas e, uma vez sobrevoado o PQ 18, o Catalina o sobrevoaria, mantendo uma vigilância cuidadosa sobre aeronaves próximas em caso de confusão de identidade. 
Em 5 de setembro, os úteis Hampdens estavam em Vayenga, mais distantes da linha de frente do que Polyarny. O campo de aviação foi bombardeado várias vezes pela Luftwaffe e um Spitfire que foi abatido em 9 de setembro, mas não houve vítimas.  Um QG combinado de área foi criado em Polyarny, onde um oficial naval britânico sênior, o contra-almirante Douglas Fisher, já estava instalado.  Os Spitfires em Vayenga tiveram seus roundels da RAF pintados e substituídos por estrelas vermelhas: câmeras oblíquas F 24 foram usadas em doze missões para Narvik e Altafjord, voando em mau tempo para vigiar os navios alemães.  Para substituir o Spitfire desativado, a 1 PRU despachou outro Spitfire, que chegou da Grã-Bretanha em 16 de setembro, junto com um de Havilland Mosquito PR Mk I (W4061). 
Na noite de 13/14 de setembro, as comunicações entre o PQ 18 e o Lago Lakhta falharam, um Catalina em Grasnaya não conseguiu decolar até o amanhecer e a surtida de RP encontrou Altafjord coberto por nuvens. Se o Catalina enviasse um relatório de avistamento, seria tarde demais para os Hampdens atacarem e, como precaução, Hopps ordenou que os 23 Hampdens operacionais levantassem 5:00 a.m. do dia 14 de setembro, para um reconhecimento em força.  Cada aeronave carregava um torpedo Mark XII de 18 polegadas e a força voou até a distância máxima que o Tirpitz poderia ter alcançado e então se virou para seguir a rota de volta para Altafjord, até a zona de patrulha de Catalina. Depois de um voo de 7+1⁄2 horas, os Hampdens retornaram às 3:00 da tarde descobrindo mais tarde que Tirpitz havia apenas se mudado para um fiorde próximo.  Os outros navios alemães foram fotografados em Altafiord pelos PR Spitfires em 14, 15 e 16 de setembro. 
No final de setembro, o S&SF estava recebendo cada vez mais atenção da Luftwaffe. Os Hampdens permaneceram dispersos ao redor do campo de aviação de Vayenga, sofrendo alguns danos durante os ataques aéreos.  Um dos pilotos de RP, F/O Gavin Walker, foi morto em uma missão para Altafiord, quando o Spitfire BP889 foi abatido perto de Lakselv, Noruega, entre 11:30 a.m. e meio-dia de 27 de setembro. Os registros da Luftwaffe atribuíram a perda ao Gefreiter Kurt Dobner, um piloto de caça do 11./JG 5 baseado no campo de aviação de Banak em um Focke-Wulf Fw 190.  Algumas fontes sugerem que Walker foi atingido por fogo terrestre perto do campo de aviação de Alta, na perna externa para o fiorde.   O campo de aviação de Vayenga foi bombardeado no mesmo dia por dois Ju 88 em um ataque de baixa altitude. O piloto de um caça VVS Yak, que mergulhou nos Ju 88s de aproximadamente 2700m, foi forçado a saltar de paraquedas quando a cauda de sua aeronave foi atingida por fogo antiaéreo soviético. O Yak atravessou o telhado de um quartel de três andares atribuído a oficiais comissionados da S&SF e o edifício pegou fogo; a S&SF não sofreu baixas e seus membros ajudaram a apagar o fogo. 

## Consequências

### Análise
A Operação Orator foi considerada um sucesso por J.H.W. Lawson em sua história do 455º Esquadrão (1951) e em 1975, Peter Smith escreveu que a inteligência do B-Dienst e os documentos recuperados do acidente de Hampden sobre a Operação Orator podem ter impedido um ataque de superfície ao PQ 18 por Scheer e suas escoltas.    Na edição de 2005 do Arctic Airmen... Ernest Schofield e Roy Nesbit escreveram que "é razoável supor que a aeronave baseada no norte da Rússia tenha preocupado o comandante alemão".  [i] Chris Mann, em um estudo de 2012 sobre a estratégia de guerra britânica em relação à Noruega, chamou-a de uma vitória cara e, em 2017, Jan Forsgren, em um livro sobre os ataques da RAF em Tirpitz, chamou a operação de um sucesso, porque nenhum navio de superfície do Eixo se aproximou do PQ 18.   A PQ 18 também foi considerada um sucesso pelos Aliados, tendo reativado a rota do comboio do Ártico para a URSS e porque Tirpitz, Admiral Scheer, Admiral Hipper e Köln foram dissuadidos pela Operação Orator de atacar o comboio. 
Em 2011, Michael Walling classificou a perda de nove Hampdens no voo de trânsito, o equivalente à perda prevista num ataque a um grande navio de guerra, como um desastre.  Os Hampdens sobreviventes deveriam ser transportados de volta para a Escócia, mas as tripulações tinham dúvidas sobre os ventos contrários predominantes de oeste para leste, que poderiam empurrar a aeronave além de seu alcance máximo.  O comandante de ala Grant Lindeman, CO do 455º Esquadrão, chamou o voo de "suicida".  Em 1 de Outubro, as autoridades soviéticas fizeram um pedido formal para os Hampdens.  A RAF concordou em doar os Hampdens e os PR Spitfires para a VVS; o pessoal da S&SF deveria retornar à Grã-Bretanha por mar após ajudar a converter as equipes aéreas e terrestres soviéticas para ambos os tipos.    A RAAF e o pessoal da RAF retornaram à Grã-Bretanha em 28 de outubro no HMS Argonaut.  Todos os Catalinas, exceto um, voaram de volta para a Grã-Bretanha, depois que o QP 14 passou pela zona de perigo. 

### Perdas de aeronaves
Handley-Page Hampden TB 1 (4––5 de setembro de 1942)
144º Esquadrão da RAF (prefixo de código do esquadrão "PL")
- AE310, código do esquadrão desconhecido, piloto desconhecido: a escassez de combustível sobre Afrikanda levou a um pouso forçado, a tripulação saiu ilesa, mas a aeronave foi danificada. [33] [63] (O AE310 ou P5323 foi reparado e voltou ao serviço.) [33]
- AE436 "PL-J", Oficial Piloto (P/O) DI Evans: a formação de gelo afetou o Hampden, um motor superaqueceu e ele caiu no maciço de Tsatsa perto de Kvikkjokk na Suécia, 24km ao norte da pista. Evans e seu supranumerário sobreviveram e caminharam por três dias até Kvikkvok 20 mi (32 km) de distância. [64] Correndo o risco de serem internados por violarem a neutralidade sueca, eles alegaram ter caído na Noruega e foram posteriormente repatriados para o Reino Unido. [37] [33]
- AE356 "PL-?", Sargento Walter Hood: abatido acidentalmente por caças do VVS em um lago perto de Murmansk, o artilheiro ventral morreu devido a ferimentos e/ou afogamento. [65]
- AT138 "PL-C", Sargento John Bray: atacado por um caça pertencente à Jagdgeschwader 5 (JG 5) sobre a Finlândia; três tripulantes e um passageiro morreram; Bray saltou e se tornou um prisioneiro de guerra. O AT138 caiu perto de Alakurtti. [35] [33]
- P1273 "PL-Q", Sargento Harry Bertrand: atacado por caças do JG 5 sobre a Finlândia; a tripulação e seu passageiro saltaram e se tornaram prisioneiros de guerra. O PL-Q caiu em um pântano perto de Petsamo (mais tarde conhecido como Pechenga). [33]
- P1344 "PL-K", P/O EHE Perry: danificado por um flak, ao passar diretamente sobre o campo de aviação de Petsamo e posteriormente atacado por dois Messerschmitt Bf 109s do JG 5. Durante um pouso forçado em uma parte da Península de Cola controlada pelo Eixo, três tripulantes foram mortos e Perry ficou gravemente ferido. Ele e seu passageiro foram feitos prisioneiros. [33] [36]

455º Esquadrão da RAAF (prefixo de código do esquadrão "UB")
- AT109 "UB-C", Líder de Esquadrão James Catanach: desviou-se para o norte da rota, danos causados por artilharia antiaérea do submarino UJ 1105 na costa da Noruega levou a um desembarque forçado em uma praia em Molvika, perto de Kiberg, e a tripulação foi feita prisioneira. [38] [j]
- P5304 "UB-H", Sargento EJ "Sandy" Smart: abatido sobre a Suécia perto do lago Arvestuottar, ao norte de Arjeplog, por um caça alemão de Bodø; nenhum sobrevivente. [66]
- P5323 "UB-L", P/O Rupert "Jeep" Patrick: ficou sem combustível, fez um pouso com as rodas para cima em uma área de bétula prateada cortada em Kandalaksha, Rússia, sem vítimas; a aeronave foi danificada. [67] [68] (O P5323 ou o AE310 foram reparados e retornaram ao serviço). [33]

Supermarine Spitfire PR Mk IV(D) (9–27 de setembro de 1942)
1 PRU RAF (prefixo de código de esquadrão "LY")
- Número de construção e código de esquadrão desconhecidos, danificado no solo durante um ataque aéreo alemão em Vayenga (9 de setembro de 1942) e eliminado. [46]
- BP889, código de esquadrão desconhecido, Oficial de voo (F/O) Gavin Walker: abatido em uma surtida para Altafiord e caiu nas costas de Lakselv, Noruega, no final da manhã de 27 de setembro, matando Walker. Algumas fontes sugerem que o BP889 foi atingido por fogo terrestre perto do campo de aviação de Alta na perna de saída. [52] Registros da Luftwaffe sugerem que Walker foi abatido pelo Gefreiter Kurt Dobner (11.º/JG 5, campo de aviação de Banak), pilotando um caça Focke-Wulf Fw 190. [51]